# James Finlayson (actor)
Jimmy Finlayson (născut James Henderson „Jimmy” Finlayson; n. 27 august 1887, Falkirk⁠(d), Scoția, Regatul Unit al Marii Britanii și Irlandei – d. 9 octombrie 1953, Los Angeles, California, SUA) fost un actor scoțian-american de film. Cunoscut mai ales din filmele cu Stan și Bran.

## Filmografie
- Cazul de crimă (1930)
- Puișorii se întorc acasă (1931)